# Gaius Aufidius Victorinus
Gaius Aufidius Victorinus était un sénateur et général romain du deuxième siècle. Ami de l'empereur Marc Aurèle et gendre de l'avocat et orateur Fronton, il est deux fois consul et gouverneur de plusieurs provinces romaines. 

## Carrière
Victorinus vient de Pisaurum en Ombrie. Il est un étudiant de Fronton en même temps que Marc Aurèle, où leur amitié a commencé. 
En 155, Victorin devint consul suffisant, puis à partir de c. 162 à c. 166 il est gouverneur de Germanie supérieure, où il est chargé de repousser l'invasion Chattes, ce qu'il a fait avec succès. Deux lettres que Fronton lui a écrites pendant que le gouverneur ont survécu à l'épreuve du temps. Dans la première, Fronton sollicite son aide pour obtenir un poste pour le rhéteur Antoninus Aquila. Dans le second, Fronton informe Victorinus de ses deux fils, que Victorinus avait laissés avec Fronton alors qu'il était en Germanie supérieure. 
Après son mandat en Germanie supérieure, Victorinus devient gouverneur de Dacie (168/9), puis de Bétique (probablement 170/1) et de Tarraconaise (171-172). Victorinus a alors tenu le Proconsulat de l'Afrique (c. 173/5) et entre 177 et 179 il est gouverneur de la Syrie. Dans la dernière année de son mandat comme préfet urbain (probablement de 179 à 183), Victorinus est consul une deuxième fois avec Commode comme son collègue. 
À la mort de Marc Aurèle et au début du règne de Commode, Victorinus est toujours en haute estime, mais Dion Cassius suggère que Commode, probablement à l'instigation du puissant préfet prétorien Sextus Tigidius Perennis, a cherché à tuer Victorinus. 

## Famille
Victorinus a épousé la fille de Fronton, Gratia. Ils ont eu au moins trois fils. L'un est mort à l'âge de trois ans en Gérmanie supérieur tandis que Victorinus est gouverneur de cette province. Les deux autres sont Marcus Aufidius Fronto (consul ordinarius 199) et Gaius Aufidius Victorinus (consul ordinarius 200). 